# Tổ quốc và số phận
Tổ quốc và số phận (tiếng Hàn Quốc: 민족과운명, tiếng Trung: 民族與命運 / Dân-tộc dữ mạng-vận, tiếng Anh: Nation and destiny) là một phim truyền hình dã sử do Kim Yeong-ho đạo diễn, xuất phẩm giai đoạn 1992 - 2002 tại Bình Nhưỡng.

## Lịch sử
Đầu thập niên 1990, trong bối cảnh kinh tế - xã hội sa sút nghiêm trọng do hậu quả của sự kiện mùa thu cộng sản, chủ tịch Kim Il-sung chỉ thị cho con trai là Kim Jong-il, bấy giờ tại nhiệm bộ trưởng Tuyên truyền Cổ động, phải thực hiện một cuốn phim truyện hướng tới đợt kỉ niệm sinh nhật lần thứ 80 của ông. Bộ phim phải thể hiện được tinh thần chủ thể và khơi dậy lòng ái quốc nhiệt thành trong quần chúng.
Vì thế, ngày 23 tháng 05 năm 1991, bộ phim truyền hình có nhan đề Tổ quốc và số phận được bấm máy. Ý tưởng phim phát xuất từ ca khúc thịnh hành đương thời Tổ quốc vĩ đại mến yêu (내 나라 제일로 좋아). Nền tảng phim đặt vấn đề quốc tịch và cá nhân, mà số phận cá nhân chính là hạt giống cho mạng vận quốc gia. Bởi vậy, để bảo tồn quốc gia, từng cá nhân phải sẵn sàng hiến thân vượt mọi gian khổ. Cảm quan nhà chế tác cũng muốn thể hiện cho người dân Hàn Quốc thấy rằng, họ "chỉ có thể sống một cuộc đời huy hoàng trong lòng lĩnh tụ vĩ đại và tổ quốc xã hội chủ nghĩa" (can live a glorious life only in the bosom of the Great Leader and socialist fatherland).
Cơ quan quản lí ánh họa Triều Tiên dự trù đây phải là đề án xứng tầm kiệt tác cả về quy mô và kinh phí. Về chủ quan, đề án này phải tóm lược được lịch sử phát triển nghệ thuật ánh họa theo tư tưởng chủ thể. Về khách quan, bộ phim giới thiệu mô hình sáng tạo mới cho không chỉ ánh họa mà cả thoại kịch và sân khấu nói chung. Tựu trung, vì được dàn dựng với mục đích tuyên truyền, nên đề án ánh họa này càng đòi hỏi vấn đề nghệ thuật và độ chân thực trong diễn xuất.

## Nội dung
Truyện phim khắc họa chân dung một số nhân vật bất đồng chính kiến Hàn Quốc tiêu biểu thời kì Park Chung-hee đã đào thoát sang CHDCND Triều Tiên.
| Phần | Tập   | Nhan đề       | Chú                                                                            |
| ---- | ----- | ------------- | ------------------------------------------------------------------------------ |
| 01   | 01-04 | Choe Hyon-dok | Cuộc đời Choe Deok-sin                                                         |
| 02   | 05-08 | Yun Sang-min  | Cuộc đời Yun I-sang                                                            |
| 03   | 09-13 | Cha Hong-gi   | Cuộc đời Choe Hong-hui                                                         |
| 04   | 14-16 | Ri Jong-mo    | Cuộc đời Ri In-mo                                                              |
| 05   | 15-19 | Hong Yong-ja  | Cuộc đời Heo Jong-suk                                                          |
| 06   | 20-25 | Ủy an phụ     | Cuộc đời Rim Un-jong (Kiyoshi Izumi)                                           |
| 07   | 26-34 | ...           | Tình cảnh giai cấp công nhân Đại Hàn                                           |
| 08   | 35-45 | ...           | Cuộc đời một thành viên Văn Nghệ Tổng                                          |
| 09   | 46-51 | Choe Hyon     | Cuộc đời Choe Hyon                                                             |
| 10   | 52-60 | ...           | Tình cảnh các thế hệ trong một gia đình Đại Hàn quá khứ, hiện tại và tương lai |
| 11   | 61-62 | ...           | Tình cảnh giai cấp nông dân Đại Hàn                                            |

## Kĩ thuật

Cảnh phim.

Cảnh phim.

Tổ quốc và số phận được thực hiện chủ yếu tại phim trường Bình Nhưỡng giai đoạn 1991 - 2001 với nhân sự và khí tài lớn nhất lịch sử nghệ thuật ánh họa CHDCND Triều Tiên. Ban đầu phim được dự định gồm 3 phần với ước chừng 20 tập, nhưng sau đích thân chủ tịch Kim Jong-il chỉ đạo tăng lên 100 tập. Tuy nhiên, đến thời điểm 2002, toàn bộ phim được rút gọn còn 62 tập với tình tiết đậm đặc hơn.
- Chon Chae-yon
- Hyun Chang-gyeol
- Choe Chang-su... Choe Hyon-dok
- Kim Duk-sam
- Seo Gyeong-seob
- Pak Ki-ju
- Kim Gwang-yeol
- Kim Yoon-hong
- Ri Yong-nam
- Kim Ok-hui
- Cha Sung-chil
- Kim Jung-hwa
- Seo Sin-hyang
- Pak Yong-mi
- Kim Jeong-woon
- Lee Moon-ho
- Oh Mi-ran
- Ri Won-bok
- Ri Sol-hee
- Lee Ik-seung
- Kim Il-hyun
- Lee Keun-ho
- Ahn Young-cheol

## Văn hóa
Cho đến năm 2020, Tổ quốc và số phận vẫn được xác nhận là đề án phim truyền hình được đầu tư kinh phí lớn nhất trên hoàn cầu. Đích thân chủ tịch Kim Jong-il đặt nhan đề và can thiệp sâu vào quá trình soạn kịch bản các tập đầu. Đội ngũ gồm đạo diễn, biên kịch và tài tử cũng được chọn kĩ, đều gồm những gương mặt ưu tú nhất ánh họa sân khấu CHDCND Triều Tiên cuối thập niên 1980, đồng thời được truyền thông quảng bá rầm rộ.
Điểm khiến giới phê bình chú ý nhất là cách dàn dựng chiều sâu bối cảnh thế giới Tây phương và Đại Hàn, mà trước đó ánh họa CHDCND Triều Tiên chỉ phỏng lược. Điểm mới nữa là nhân vật từng bị quy "chống chế độ" (anti-system figure) Han Seol-ya vốn bị Kim Il-sung thanh trừng từ thập niên 1960 được nhận diện ở giác độ tích cực hơn.
Lần đầu tiên, nhà chế tác cố ý cài một số bản nhạc Hàn Quốc nổi tiếng như là một phần "chiến lược chống ôn dịch" (mosquito-net strategy), nghĩa là cho phép công chúng Bắc Triều Tiên làm quen dần với văn hóa thế giới bên ngoài để tự miễn nhiễm. Bộ phim cũng khắc họa khá chân thực cảnh sống xa hoa trụy lạc của xã hội thị trường tự do, thậm chí không ngại phơi bày một số cảnh chém giết, khỏa thân và ân ái - điều tối kị trong các văn hóa phẩm CHDCND Triều Tiên. Mà theo tường thuật của những người đào tị, Tổ quốc và số phận cũng là một căn nguyên hối thúc họ tìm đường ra thế giới bên ngoài khi bị hấp dẫn bởi lối mô tả cảnh sống sung túc của thế giới thứ nhất. Họ cũng cho rằng, có lẽ đấy là lí do phim phải kết thúc trước hạn định.

## Liên kết
1. ↑  Tổ quốc và số phận tại IMDb 01-04 05-08 09-10 11-13
2. ↑  Tổ quốc vĩ đại mến yêu
3. ↑  Schönherr, Johannes. North Korean Cinema: A History (bằng tiếng Anh). McFarland. tr. 115. ISBN 9780786465262. Truy cập ngày 25 tháng 11 năm 2016.
4. ↑  Wayne, Mike. Understanding film: Marxist perspectives (bằng tiếng Anh). Pluto. tr. 202. ISBN 9780745319933.
5. ↑  Hoare, James E. Historical Dictionary of Democratic People's Republic of Korea (bằng tiếng Anh). Scarecrow Press. tr. 272. ISBN 9780810879874. Truy cập ngày 25 tháng 11 năm 2016.
6. ↑  Seoul, Yonhap News Agency. North Korea Handbook (bằng tiếng Anh). M.E. Sharpe. tr. 468. ISBN 9780765635235. Truy cập ngày 25 tháng 11 năm 2016.
7. ↑  Edwards, Matthew. Film Out of Bounds: Essays and Interviews on Non-Mainstream Cinema Worldwide (bằng tiếng Anh). McFarland. ISBN 9781476607801. Truy cập ngày 25 tháng 11 năm 2016.
8. ↑  민족과운명 / 民族與命運
9. ↑  Seoul, Yonhap News Agency. North Korea Handbook (bằng tiếng Anh). M. E. Sharpe. tr. 469. ISBN 9780765635235. Truy cập ngày 25 tháng 11 năm 2016.
10. ↑  Seoul, Yonhap News Agency. North Korea Handbook (bằng tiếng Anh). M. E. Sharpe. tr. 471. ISBN 9780765635235. Truy cập ngày 25 tháng 11 năm 2016.
11. ↑  Lee, Hyangjin. Contemporary Korean Cinema: Culture, Identity and Politics (bằng tiếng Anh). Manchester University Press. tr. 40. ISBN 9780719060083. Truy cập ngày 25 tháng 11 năm 2016.
12. ↑  Portal, Jane. Art Under Control in North Korea (bằng tiếng Anh). Reaktion Books. ISBN 9781861892362.

### Tư liệu
- Âm nhạc trong phim[liên kết hỏng] 12 3
- Korea-Publ[liên kết hỏng]
- Thông tin Cine21
- Thông tin Tin tức Thống Nhất
- Thông tin Đậu Biện điện ảnh
- "Nation and Destiny": the North Korean serial drama with the secret to unification